# Турранке
Турранке́ (фр. Tourrenquets) — коммуна во Франции, находится в регионе Юг — Пиренеи. Департамент — Жер. Входит в состав кантона Ош-Нор-Эст. Округ коммуны — Ош.
Код INSEE коммуны — 32453.

## География

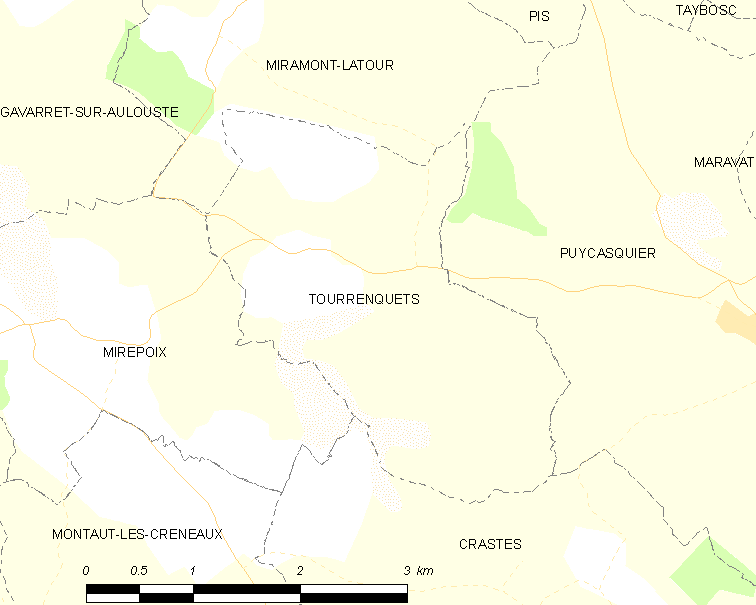
Карта коммуны

Коммуна расположена приблизительно в 590 км к югу от Парижа, в 65 км западнее Тулузы, в 15 км к северо-востоку от Оша.

## Климат
Климат умеренно-океанический. Лето жаркое и немного дождливое, температура часто превышает 35 °С. Зимой часто бывает отрицательная температура и ночные заморозки. Годовое количество осадков — 700—900 мм.

## Население
Население коммуны на 2010 год составляло 122 человека.
| 1962 | 1968 | 1975 | 1982 | 1990 | 1999 | 2010 |
| ---- | ---- | ---- | ---- | ---- | ---- | ---- |
| 180  | 141  | 120  | 126  | 102  | 115  | 122  |

## Администрация
| Период | Период | Фамилия     | Партия | Примечания |
| ------ | ------ | ----------- | ------ | ---------- |
| 2001   | 2020   | Ален Дюффур |        |            |

## Экономика
В 2010 году среди 74 человек трудоспособного возраста (15-64 лет) 55 были экономически активными, 19 — неактивными (показатель активности — 74,3 %, в 1999 году было 74,0 %). Из 55 активных жителей работали 53 человека (29 мужчин и 24 женщины), безработных было 2 (1 мужчина и 1 женщина). Среди 19 неактивных 4 человека были учениками или студентами, 11 — пенсионерами, 4 были неактивными по другим причинам.